# 马皮莱乌拉尼
马皮莱乌拉尼（Mappilaiurani），是印度泰米尔纳德邦Toothukudi县的一个城镇。总人口26802（2001年）。

## 人口
该地2001年总人口26802人，其中男性13424人，女性13378人；0—6岁人口3726人，其中男1825人，女1901人；识字率73.31%，其中男性为77.39%，女性为69.22%。